# 와이파이 보호 설정

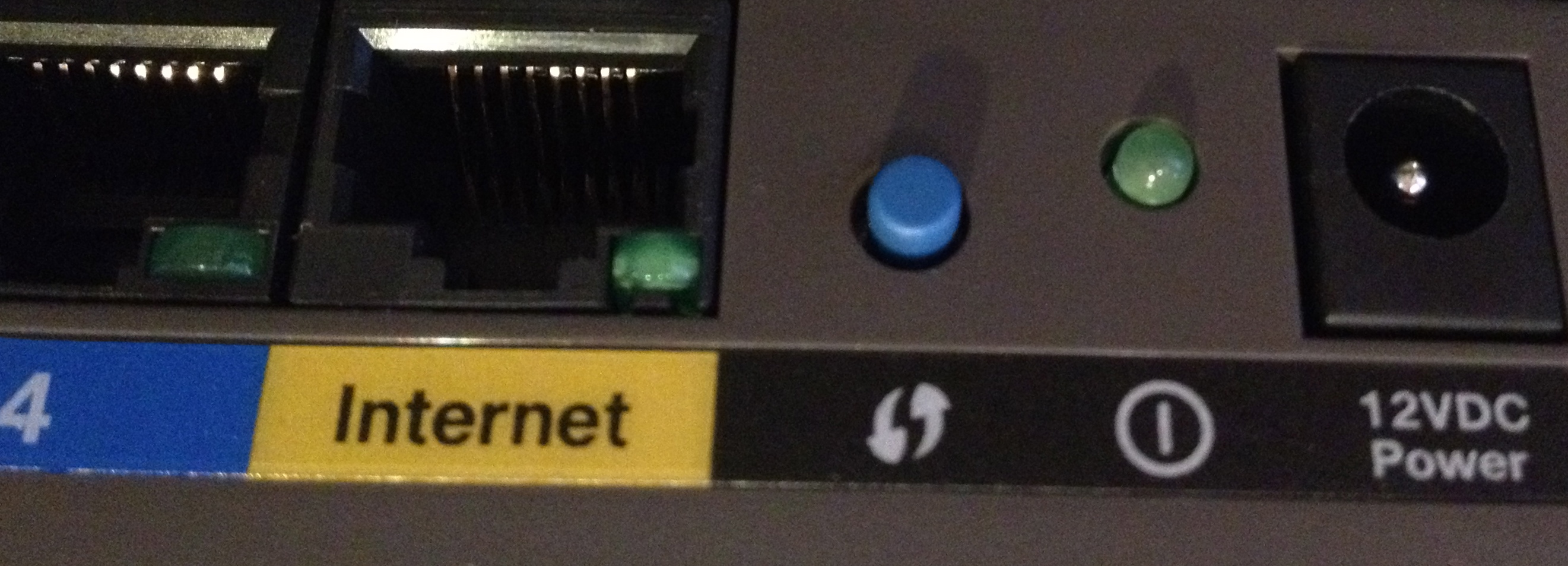
무선 라우터 위에 있는 WPS 푸시 단추(가운데 파랑). 단추 아래에 WPS 기능을 위해 와이파이 얼라이언스가 정의한 기호를 볼 수 있다.

와이파이 보호 설정(영어: Wi-Fi Protected Setup, WPS, 원래 명칭: 영어: Wi-Fi Simple Config)은 안전한 무선 홈 네트워크를 만들기 위한 네트워크 보안 표준의 하나이다. PIN 방식(아래 참고)을 사용하면 무차별 대입 공격에 당할 수 있다.
와이파이 얼라이언스가 2006년에 만들어 도입한 이 프로토콜의 목표는 무선 보안을 잘 모르고 와이파이 보호 접속 설정 시 이용 가능한 보안 옵션을 잘 모르는 PC 사용자들이 긴 암호를 입력하지 않고도 새로운 장치들을 기존 네트워크에 쉽게 추가할 수 있게 하는 것이다. 이 표준 이전에는 동일한 요구로 말미암아 각기 다른 업체들에 의해 일부 경쟁 솔루션들이 개발되었다.
WPS 기능을 지원하는 제품끼리는 서로 버튼을 한 번씩 클릭하는 것만으로 무선랜 연결과 보안 설정을 할 수 있다.
2011년 12월에는 대부분의 최근 모델들에 기본적으로 활성화되는 WPS PIN 기능이 있는 무선 라우터에 영향을 주는 주요 보안 결점이 발견되었다. 이 결점은 네트워크의 WPA/WPA2 PSK인 WPS PIN 사용시 원격의 공격자가 무차별 대입 공격을 통해 WPS PIN을 수시간 안에 찾아낼 수 있다는 것이다. 사용자들은 WPS PIN 기능을 끌 것을 강요받고 있으나, 이 기능을 일부 라우터 모델에서 끄는 것은 불가능할 수 있다.

## 모드
- PIN 방식
- 단추 누름 방식
- NFC 방식
- USB 방식